# 星际宝贝
《星际宝贝》（英語：Lilo & Stitch），是一部由華特迪士尼製作，並於2002年發行上映的美國電腦動畫電影。它是迪士尼的第42部經典動畫長片作品，該部電影由克里斯·桑德斯和迪恩·德布洛斯執導。其配音陣容除包括導演桑德斯本人、黛薇·雀絲、蒂雅·卡瑞拉、大衛·奧登·史帝爾斯、凱文·麥當勞、李截和文·雷姆斯等人。
《星际宝贝》是三部在佛羅里達州奧蘭多的迪士尼製片廠生產的電影中的第二部，另外兩部則是《花木蘭》和《熊的傳說》，其主要劇情描述了一个夏威夷小女孩莉萝（Lilo）和一隻外太空生物史迪奇（Stitch）的故事。該部電影的構思出自桑德斯於1980年代設計的角色「史迪奇」，因此《星际宝贝》電影的美術設計和風格也幾乎是基於他自己的個人藝術風格而發展。
《星际宝贝》最終於2002年6月16日首映，並於2002年6月21日在全球正式上映，受到好評，評論家稱讚電影的喜劇元素、人物魅力和獨創性的故事。該片預算僅為8000 萬美元，並通過其古怪的營銷活動進行宣傳後，在全球取得了超過 2.73 億美元的票房成功。並在2002年被提名入選奧斯卡的最佳動畫片獎。《星际宝贝》在評論和商業上的成功，使其成為迪士尼動畫在經歷迪士尼文藝復興衰退期後再度獲得巨大成功的系列。最終使得之後延伸出了許多的產品，包括三部錄影帶首映續集《星際寶貝史迪奇》、《星際寶貝2：史迪奇有問題》和《星際寶貝：終極任務》。以及電視連續劇《星際寶貝：電視系列》、衍生劇《星際寶貝：神奇大冒險》和《安玲与史迪奇》。根據報導，其真人改編電影於2025年5月23日上映。

## 劇情
故事開始於強霸博士（Dr. Jumba Jookiba）的實驗，它製造了626個非法的基因實驗生物，因而遭到監禁。當強霸所製造的實驗生物正透過鋼圖艦長（Captain Gantu）運送到一個廢棄的星球時，第626號實驗品，一個外貌類似狗的生物逃離至了外太空，並前往地球。星際議長（The Grand Councilwoman）知道後，就派出了強霸博士和獨眼霹靂（Agent Pleakley）一起合作，前往地球捕捉626。626在太空船逃離的過程中墜落在夏威夷，雖然存活下來但是卻被一台卡車輾過而失去意識，於是被誤認為一種狗，送到動物收容所。
在夏威夷，一位18歲的夏威夷原住民少女蘭莉（Nani）和其妹妹莉蘿（Lilo）的父母親在不久以前因為車禍而喪生了，這樣導致蘭莉必須要照顧自己的妹妹。但是，社工人員光頭先生（Cobra Bubbles）認為蘭莉還沒有足夠的能力來獨自撫養小孩長大，所以就想要將莉蘿送至孤兒院。蘭莉非常反對這個決定，因為莉蘿是她僅剩的家人了。蘭莉在聽到莉蘿祈禱自己能夠擁有一個朋友之後（莉蘿並沒有「真正的」朋友，因為她的同學都很排擠她），就答應讓莉蘿領養一隻狗。她們到了收容所後，莉蘿就馬上挑中了626。雖然蘭莉和收容所的主管都很反對莉蘿領養這隻奇怪的「狗」，但莉蘿還是堅持要帶走牠，並給牠取名叫史迪奇（Stitch）。莉蘿帶著史迪奇參觀了她所居住的小島，而史迪奇也發現牠是不可能逃離的，因為牠不會游泳，無法在水中行動。
當蘭莉帶著莉蘿和史迪奇去餐廳應徵工作時，強霸博士和獨眼霹靂捕捉史迪奇的行動毀了蘭莉的工作機會。而之後，莉蘿就想要控制史迪奇頑皮的行為，史迪奇是發脾氣有點壞，於是就讓牠表現得像貓王一樣。後來，蘭莉的男朋友大衛（David）在海灘上看到了蘭莉正在應徵救生員的工作（蘭莉應徵工作原因是她要扶養莉蘿而支撐家庭經濟來源）。大衛於是建議他們一起來衝浪，因為他們過了很不順利的一天。但是，莉蘿、蘭莉和史迪奇在迎接一個大浪時，強霸又打算從水裡捕捉史迪奇，而莉蘿被扯下去深海。幸好，蘭莉救了她，大衛也救了史迪奇，強霸則沉下深海。雖然大家都平安到達岸上，但這時，光頭先生出現在岸邊。由於看見這情況，加上蘭莉尚未找到一份工作，他決定隔天早上就要來帶走莉蘿。史迪奇看到牠造成的問題後，就打算離開她們，莉蘿則和牠說：「我不會忘記你的，我會記得所有離開我的人。」
隔天早上，蘭莉正在等光頭先生的到來，但是大衛卻來通知她有一個很適合她的工作機會，請她一定要去應徵，於是蘭莉就告訴請莉蘿在她回來前先自己待在家。史迪奇躲在附近的叢林中，而遇見了強霸。強霸告訴牠，說牠永遠也沒有辦法擁有一個家庭或一個歸屬，因為牠只是626號實驗品，只是為了實驗的目的而製造出來的生物，不可能擁有家庭和情感。強霸打算捕捉史迪奇，於是史迪奇就跑回莉蘿的家中，而發生了一場激烈的追逐戰。莉蘿看到後馬上打電話找光頭先生求救，而結果強霸的雷射槍摧毀了莉蘿的房子，而蘭莉和光頭先生剛好一起回到房子。
在蘭莉和光頭先生在說話時，莉蘿跑到了樹叢裡去追史迪奇。這時，史迪奇就告訴了莉蘿牠是一個外星生物的事情。當史迪奇正在告訴莉蘿說牠毀了一切時，鋼圖艦長就出現並把他們兩個都抓走了。此時，蘭莉跑到現場，並驚訝的看見鋼圖正在將莉蘿和史迪奇放進一個玻璃罐中並將他們放上太空船，並起飛離開。但是，史迪奇在起飛前逃離了太空船，並且也給蘭莉看到了牠的真面目，而蘭莉也終於明白了史迪奇並不是一隻狗。蘭莉於是就抓到了史迪奇，並要求牠講話。之後，在強霸和獨眼霹靂的幫助下，莉蘿成功的被史迪奇解救了，而安全的回到了地球表面。但是，星際議長卻親自逮捕了史迪奇。不過，當星際議長看到史迪奇和莉蘿擁抱之後，她就認為史迪奇已經不再只是一個實驗品，而是一個有文化的生物了，再加上莉蘿擁有領養史迪奇的合法證明，因為這樣星際議長把史迪奇帶走就是竊盜行為，於是星際議長就釋放了史迪奇，並聲明史迪奇從現在開始屬於莉蘿一家人的一份子。不過，當強霸和獨眼霹靂要登上星際議長的船時，卻被星際議長拋棄，因為她不想讓這兩個人上她的船，於是，他們兩人也就一起被留在地球。星際議長就吩咐原本是中情局探員，曾經在新墨西哥州羅斯維爾遇過星際議長的光頭先生監視這一家人。故事結尾時，在強霸、獨眼霹靂、光頭先生、史迪奇以及大衛等人的幫助下，成功重新整修了蘭莉的房子。

## 配音員
| 配音               | 配音                    | 配音                                      | 配音            | 角色                                        |
| 英版               | 台版                    | 港版                                      | 中版            | 角色                                        |
| ------------------ | ----------------------- | ----------------------------------------- | --------------- | ------------------------------------------- |
| 克里斯·桑德斯      | 謝英許                  | 謝英許                                    | 高增志          | 史迪奇 / 史迪仔 （Stitch）                  |
| 黛薇·雀絲          | 陳若甄                  | 林寶怡                                    | 宋維娟          | 莉蘿 / 妮露 （Lilo Pelekai）                |
| 蒂雅·卡瑞拉        | 林芳雪                  | 劉雅麗                                    | 薛白 刘芳（唱） | 蘭莉 / 蘭妮（Nani Pelekai）                 |
| 大衛·奧根·斯蒂爾   | 雷威遠                  | 梁灼彬                                    | 張遙函          | 強霸博士（Dr. Jumba Jookiba）               |
| 凱文·麥當勞        | 夏治世                  | 吳錦源                                    | 嚴明            | 獨眼霹靂（Agent Pleakley）                  |
| 文·雷姆斯          | 楊少文                  | 高翰文                                    | 李易            | 光頭先生（Cobra Bubbles）                   |
| 凯文·迈克尔·理查森 | 陳明陽                  | 龔國強                                    | 茅菁            | 鋼圖艦長 （Captain Gantu）                  |
| 柔伊·卡德威爾      | 崔幗夫                  | 龍寶鈿                                    | 張麗敏          | 星際議長（The Grand Councilwoman）          |
| 李截               | 李志希                  | 吳華新                                    | 王磊            | 大衛（David Kawena）                        |
| 米蘭達·佩姬·華爾斯 | 薛晴                    | 周洛童                                    | 王楚文          | 梅朵 / 瑪莉（Mertle Edmonds）               |
| 庫內瓦・穆克       | 康殿宏                  | 李建良                                    |                 | 舞蹈老師（Moses Puloki）                    |
| 艾米·希爾          | 崔幗夫                  | 謝月美                                    |                 | 哈撒嘎娃女士 / 長谷川太太 （Mrs. Hasagawa） |
| 蘇珊·賀加提        | 陳季霞                  |                                           |                 | 女店員（Rescue Lady）                       |
|                    | 姜先誠 周寧 柳超堅 劉安 | 古明華 李忠強 黃文偉 潘芳芳 郭碧珍 湛雅媛 |                 |                                             |

## 製作

由克里斯·桑德斯於1985年製作的「史迪奇」概念藝術。

1985年，克里斯·桑德斯自加州藝術學院畢業後，創作了一個名為「史迪奇」（Stitch）的角色，原為其未能出版的兒童圖畫書構想之一。他回憶表示：「我想寫一本關於一個住在森林裡的小生物的兒童書。牠有點像個怪物，沒人知道牠從哪裡來。」然而，由於難以將構想濃縮為書籍形式，該計畫最終被擱置。987年，華特迪士尼動畫製作公司聘請桑德斯加入其新成立的視覺開發部門。，其參與的首項專案為《救难小英雄澳洲历险记》，隨後轉任分鏡板藝術家。先後參與了《美女與野獸》與《狮子王》的分鏡繪製，並在《花木蘭》中升任為故事總監。
本片的製作起源可追溯至1990年代中期，當時華特迪士尼動畫工作室正處於所謂的「迪士尼文藝復興時期」，推出多部高預算作品。為了控制成本，迪士尼執行長邁克·艾斯納提出開發一部低成本動畫長片的構想，其策略類似於1941年推出的《小飛象》。1997年，數位迪士尼動畫部門高層受邀前往艾斯納位於佛蒙特州的農場，參與一場針對公司動畫未來方向的閉門研討會，會中決定尋求突破傳統童話與經典文學改編的創作模式。當時擔任動畫部門執行副總裁的湯瑪斯·舒馬赫提議製作一部堪稱「我們這一代的《小飛象》」的原創動畫，並表示希望由桑德斯主導該項新作，並對其表示：「大家都希望下一部作品由你來創作。」
隨後，在佛羅里達州迪士尼世界的天鵝渡假村的晚宴上，舒馬赫詢問桑德斯是否有感興趣的開發點子。桑德斯隨即想起當年未實現的兒童書構想，並於會議中提出一個非都市背景的構想：史迪奇墜落森林，與野生動物互動但遭排擠，最終隱居於堪薩斯州的鄉村農場。舒馬赫則建議將故事設定在人類世界中，以強化主角與環境的對比效果。他指出：「動物世界對我們而言本來就已經很陌生了。如果你想要讓這個怪物與牠所處的世界形成對比，我建議你讓牠活在人類世界裡。」多年後，桑德斯於梦工厂动画的《荒野機器人》中，再度延伸了「怪物與森林動物建立關係」的創作理念。
之後，桑德斯於佛羅里達州棕櫚泉的旅館房間內，花費三天時間創作了一本29頁的小冊，內含角色概念圖與劇情構想。他原先設想搭配一位男孩作為主角對比，但隨著史迪奇角色的性格逐漸清晰，認為應以一位小女孩與其產生衝突與情感張力。他回憶道：：「我覺得史迪奇代表了一個男孩的角色，所以平衡上應該配上一位小女孩。我們需要一個能與史迪奇產生衝突的人物，而我們發現如果是小男孩，反而可能會成為牠的夥伴。」此時，他注意到牆上掛有夏威夷地圖，並回憶起不久前前往當地度假的經驗，遂決定將故事場景設定於夏威夷。。
由於對夏威夷文化不甚熟悉，桑德斯翻閱觀光資料時發現「Lilo Lane」與「Nani」等地名，便選用作為角色命名。小冊完成後，他將提案寄至加利福尼亚州柏本克，舒馬赫審閱後批准開發，但要求：「這部作品必須呈現出你親自繪製的風格。」

### 寫作
曾與桑德斯共同擔任《花木蘭》故事負責人的迪恩·德布洛斯，獲舒馬赫同意退出《亞特蘭提斯：失落的帝國》後，受邀加入本片製作，出任共同編劇與共同導演。克拉克·斯潘塞則擔任製作人。《星際寶貝》的前期開發過程相對獨立於公司高層之外，製作團隊規模亦較小，有別於當時多數迪士尼動畫長片的模式。
早期劇本中，史迪奇為一個外星幫派的首領，與強霸為舊日同夥，後者受星際聯邦指派追捕其舊識。然而，試片觀眾對初版設定反應不佳，促使團隊修改兩個角色的關係，改為強霸為史迪奇的創造者，使兩者之間呈現「創造者與創造物」的關係。在夏威夷考爱岛的田野考察期間，當地導遊向製作團隊介紹了「Ohana」一詞於夏威夷文化中的意涵，意指「大家庭」不僅限於血緣關係，更涵蓋社群與情感上的緊密連結。此一概念成為故事的核心主題與劇情轉折的關鍵。德布洛斯表示：
不管我們到了哪裡，我們的導遊好像知道什麼人似的。他真的就是那位向我們解釋夏威夷人對「ʻohana」的概念以及想法的人：它是一種人們對於家庭的感動，而這遠遠超越了純粹和親人在一起的本質。這個想法也大大影響了這部電影的故事，它更成為了其劇情基礎的主題，同時也讓史迪奇放棄了牠當初被製造的目的：製造破壞。
考艾島曾為多部好萊塢電影之拍攝場景，包括《法櫃奇兵》與《侏羅紀公園》系列。對動畫團隊而言，挑戰之一在於如何同時呈現島嶼的自然美景與當地因经济衰退所衍生的家庭功能失調與貧窮議題。片中蘭莉與大衛兩角分別由出生於檀香山的蒂雅·卡瑞拉與具有夏威夷血統的李截擔任配音。他們除參與角色台詞修訂外，亦協助加入當地慣用語與夏威夷俚語，以提升語言表現的在地性與真實感。
此外，本片一大創新之處在於聚焦於兩位姊妹之間的情感關係。於當時的美國動畫長片中，以姊妹情誼為主軸的作品仍屬罕見。

### 選角
1998年秋季，年僅七歲的戴薇·蔡斯自約150名候選者中脫穎而出，獲選擔任主角莉蘿的配音員。
史迪奇原先設定為一個無台詞的角色，但桑德斯後來表示：「牠還是得說幾句話，因此我們盡可能把台詞減到最少。」基於這個考量，製作團隊未聘請專業配音員。德布洛斯則建議由桑德斯本人為角色配音。據其表示，該聲音源自他平時在工作室中惡作劇時使用的聲音：「我會用那個聲音打電話騷擾大家。」
為蘭莉配音的蒂雅·卡瑞拉先前曾參與《花木蘭》中同名主角的配音試鏡，但最終該角由溫明娜演出。卡瑞拉在得知迪士尼正籌備一部以夏威夷為背景的動畫時，則主動爭取參與並獲得演出機會。她在洛杉磯、巴黎與多倫多等地進行了長達兩年的錄音工作。根據報導，卡雷爾亦推薦了李截參與演出，後者隨後獲選為大衛一角的配音員。
當時擔任分鏡藝術家的克里斯·威廉斯建議由凱文·麥當勞為獨眼霹靂配音。麥當勞經試音後順利獲選。光頭先生一角最初設定為較為懦弱的角色，曾考慮由傑夫·高布倫配音，惟高布倫婉拒演出。角色設定遂經重新調整，改為更具威嚇力的形象。桑德斯與德布洛斯回憶起文·雷姆斯在1994年電影《黑色追緝令》中的演出後，邀請其擔任此角配音。
電影早期開發階段時，製作團隊曾邀請里卡多·蒙特尔班為反派角色配音，並以其在《星际旅行II：可汗怒吼》中的可汗·努尼恩·辛格聲線風格錄製台詞。但隨著劇情改動，移除了史迪奇身為外星幫派首領的設定，該角色亦遭刪除，蒙特爾班已錄製的配音亦未被採用。最終，反派角色由新創角色鋼圖艦長取代，並由擅長反派角色配音的凯文·迈克尔·理查森擔任配音。其他配音員方面，曾多次參與迪士尼動畫配音的大衛·奧登·斯蒂爾斯為強霸配音；來自澳洲的女演員佐伊·考德威尔則為星際議長獻聲。

### 動畫製作
《星際寶貝》在視覺風格上亦大幅偏離迪士尼自1940年代以來的傳統。導演克里斯·桑德斯與迪恩·德布洛斯選擇採用水彩畫作為背景繪製技法，而非自1940年代中期以來慣用的水粉画。水彩曾用於《白雪公主》（1937年）、《木偶奇遇記》（1940年）與《小飛象》（1941年）等早期經典作品，但因處理難度較高，長期未被主流使用。桑德斯認為水彩畫面能營造出童書般溫暖明亮的氛圍，亦呼應《小飛象》的藝術風格，因此堅持重啟此技法，並要求背景藝術團隊重新訓練掌握相關繪製流程。
動畫製作本身完全採用傳統2D手繪技術，因預算限制未能使用電腦動畫。角色設計風格則源自桑德斯個人的插畫風格，而非迪士尼內部既有風格。為協助動畫師掌握這一獨特筆觸，視覺開發主管蘇·C·尼可斯編撰了一本手冊《衝浪桑德斯風格》（Surfing the Sanders Style），作為動畫參考。為進一步節省製作成本，動畫中盡量簡化人物服裝，例如省略口袋、布料紋理與圖案等細節，並大量設定於陰影場景中，以避免逐格上色陰影，僅在少數關鍵橋段施作完整陰影效果。本片亦以創新的方式設計外星科技場景。外星飛船造型汲取鯨魚、螃蟹等海洋生物為靈感，並融合夏威夷風情。
原始版本中，電影高潮段落設計為史迪奇、蘭莉、強霸與獨眼霹靂駕駛劫持一架從利胡埃機場起飛的的波音747客機，穿越檀香山市區的高樓，意圖拯救遭綁架的莉蘿。該段落曾出現在電影的第三次試映中。然而距離電影完工僅剩數週前發生了九一一襲擊事件，迪士尼內部亦因此擔憂片中飛機穿越市區的情節可能引發觀感不適，遂決定將其刪除重製。導演與製作團隊在距離交片僅數週的情況下緊急調整劇情，將原本的波音747更換為強霸博士的外星飛船，並將場景由檀香山市中心改為考艾島山區。大部分畫面透過數位繪圖技術，直接以電腦更換飛行器模型與背景元素，僅少數鏡頭進行了全面替換與重新繪製。儘管如此，最終成品中飛船引擎仍保留波音747的特徵，作為對原始構想的低調引用。
除了此一重大改動，部分原始情節亦因觀眾回饋或內容尺度調整而遭刪除或修改。例如一段莉蘿建議史迪奇去海邊擔任「海嘯警報器」的橋段，因不合邏輯而被移除；另一段則為強霸博士在莉蘿家中與史迪奇激烈對打，經觀眾試映後被認為過於暴力，製作團隊因此調整該場面，將原設定中的高殺傷性武器更換為較溫和或帶有幽默效果的道具，讓整體氛圍更適合家庭觀眾。在調整劇情之後，製作團隊尚餘約兩分鐘的動畫預算，最終將其用於創作片尾蒙太奇，以多組手繪畫面呈現莉蘿、蘭莉與史迪奇組成新家庭的溫馨生活，作為整部電影的收束。

## 原聲帶
《星際寶貝》的原聲帶共收錄電影中十二首曲目的專輯，其中九首由不同歌手演唱，其餘則是由艾倫·席爾維斯特里（Alan Silvestri）創作的管弦樂原聲音樂片段。專輯由華特迪士尼唱片公司於2002年6月4日發行，既有實體格式也有數位版本。根據《告示牌》雜誌報導，該原聲帶在美國成為當年最暢銷的電影配樂之一，2002年排名第十，2003年排名第十三，銷量突破一百萬張。因此，美國唱片業協會於2003年6月23日授予該專輯白金唱片認證。
電影中包含兩首由夏威夷本土音樂家馬克·凱阿利·霍奧馬魯與席爾維斯特里合作創作的原創歌曲〈Hawaiian Roller Coaster Ride〉和〈He Mele No Lilo〉。這兩首歌曲於2001年12月錄製，霍奧馬魯與夏威夷卡美哈梅哈學校的兒童合唱團一同演唱。製作團隊從合唱團約一百名兒童中挑選了四十人參與錄製，起初僅告訴他們電影講述「一個女孩和她的狗」的故事，並未透露更多細節。隨著製作推進，孩子們逐漸得知更多訊息，但所有成員都必須對歌曲樂譜嚴格保密。據桑德斯回憶，當孩子和家長首次在檀香山錄音室聽到錄音時，現場氣氛十分感人。
〈He Mele No Lilo〉作為開場曲播映，以夏威夷傳統風格的夏威夷語演唱，是合唱團最先排練的歌曲，但錄製過程多次推遲。導演戴布洛伊提到，有些人認為霍奧馬魯在改變傳統夏威夷音樂形式時稍顯叛逆，但「對另一些人來說，他是將這種音樂帶向新一代」。席爾維斯特里非常重視夏威夷草裙舞的文化價值，希望能在音樂創作中體現其傳統意義。多方參考資料及與霍奧馬魯（同時也是草裙舞老師）的合作，成為原聲帶的重要基礎。此外，德布洛伊斯和桑德斯希望避免好萊塢對草裙舞的刻板印象，無論是在舞蹈表現或音樂呈現上。德布洛伊斯表示，席爾維斯特里在錄製霍奧馬魯演唱這些古老而受尊敬的夏威夷聖歌時，為其配上了極具層次感和感染力、充滿電影質感的音樂。
〈Hawaiian Roller Coaster Ride〉則伴隨電影中的衝浪片段被放，歌詞同樣為夏威夷語。霍奧馬魯形容這首歌是一首節奏高昂的「靈魂之歌」，創作過程耗時24小時。這首歌於2023年3月17日在美國銷售超過一百萬份，並獲得RIAA白金認證。此外，原聲帶還收錄七首貓王的歌曲，包括〈Stuck on You〉、〈Suspicious Minds〉、〈Heartbreak Hotel〉、〈Devil in Disguise〉和〈Hound Dog〉（均為普里斯萊原唱版本），以及溫諾娜·賈德演唱的〈Burning〉原唱版本。樂團奎哈諾咖啡廳與Bandana則分別演繹〈Burning Love〉和〈Can't Help Falling in Love〉的西班牙文版本，分別名為〈Ardiente amor〉和〈Muero de amor por ti〉，用於西班牙和墨西哥的電影配音版。菲丝·希尔的〈Baby You Belong〉作爲電影在日本的主要推廣曲目使用。
《星際寶貝》上映時正值普里斯萊逝世25週年紀念，也是自普里斯萊生前以來，首部收錄如此多其所演唱歌曲的電影。片中角色利蘿是普里斯萊的忠實粉絲，藉此與聽流行音樂的普通女孩區別開來。經常從父母留下的普里斯萊唱片中獲得慰藉。桑德斯表示，透過一個六歲孩子的視角來介紹這個世界，是個非常有趣的切入點，因為利蘿總是理想化一切。起初，桑德斯與德布洛伊斯擔心預算限制會阻礙這些歌曲的使用，直到確認「普里斯萊」是利蘿故事的核心後，才真正放下顧慮。普里斯萊遺產管理方雅园協助促成授權事宜，因為相關版權由不同持有人共享，他們甚至允許動畫中出現普里斯萊拍攝1961年電影《檀島嬉春》時期的真實照片。桑德斯回憶道：「我想他們特別高興利蘿隨身攜帶的所有照片，都是那位美麗的艾維斯」。此外，RCA唱片提供了五張錄音母帶，他們的管理階層期待這部電影能讓普里斯萊的音樂觸及新一代聽眾。
克里斯·帕蘭特（Chris Pallant）在其著作《揭秘迪士尼：迪士尼動畫長片歷史》（2011年）中指出，《星際寶貝》利用音樂作為推動劇情的工具，但並非像傳統迪士尼動畫讓角色唱歌來表達內心，而是採用了現代真人電影中常見的片外配樂方式。例如，〈Stuck on You〉作為配樂伴隨角色畫面出現，角色本身並未察覺歌曲存在，但有時角色似乎會預示音樂的出現（如史迪奇彈奏〈Burning Love〉前奏）。帕蘭特補充，這種音樂處理不僅反映了結構上的變革，也體現了透過引入名人歌曲提升電影收益的策略。此外，溫諾娜負責在脫口秀節目推廣原聲帶，A-Teens演唱的〈Can't Help Falling in Love〉則拍攝了音樂錄影帶，並透過迪士尼頻道和迪士尼廣播電台進行宣傳。
| 曲序 | 曲目                         | 时长 |
| ---- | ---------------------------- | ---- |
| 1.   | Hawaiian Roller Coaster Ride | 3:28 |
| 2.   | Stuck on You                 | 2:25 |
| 3.   | Burning Love                 | 3:10 |
| 4.   | Suspicious Minds             | 3:23 |
| 5.   | Heartbreak Hotel             | 2:13 |
| 6.   | Devil in Disguise            | 2:30 |
| 7.   | He Mele No Lilo              | 2:28 |
| 8.   | Hound Dog                    | 2:27 |
| 9.   | Can't Help Falling in Love   | 3:07 |
| 10.  | Stitch to the Rescue         | 5:57 |
| 11.  | You Can Never Belong         | 3:56 |
| 12.  | I'm Lost                     | 4:43 |

## 發行
2002年6月16日，《星際寶貝》於美國洛杉磯的愛蓮娜卡皮坦劇院舉行首映。除了電影製作團隊與迪士尼高層出席外，艾維斯·普里斯萊的前妻普里西拉·普里斯萊與女兒莉萨·玛丽·普雷斯利、懷諾娜·賈德、菲爾·柯林斯、格雷戈里·海因斯與茱迪·科士打等名人也到場觀賞。

### 行銷活動
為了讓史迪奇成為電影宣傳的核心角色，導演桑德斯提出一個顛覆性的構想：「如果史迪奇闖入其他迪士尼作品中會怎樣？」時任華特迪士尼影業董事長的迪克·庫克對此構想十分讚賞，並批准製作四支惡搞式預告片（被暱稱為「史迪奇亂入預告」"Inter-stitch-als"），內容為史迪奇破壞迪士尼文藝復興時期四部經典動畫的經典場景，分別為《小美人魚》（1989年）、《美女與野獸》（1991年）、《阿拉丁》（1992年）與《獅子王》（1994年），其中三部正是桑德斯曾參與製作的作品。多數原班配音演員回歸為預告片配音。此外，預告片中還搭配了AC/DC的歌曲〈回歸黑暗〉其中《小美人魚》的製作最為困難，因原片採用傳統動畫，而非數位的CAPS技術，導致畫面必須手動清除。
本片的行銷活動也包含多項聯名合作，例如麥當勞推出的快樂兒童餐玩具。在英國，電影預告與電視廣告搭配由英國選秀節目《流行偶像》走紅的葛瑞·蓋斯翻唱的貓王歌曲〈Suspicious Minds〉，而美國市場則選用〈Hound Dog〉作為宣傳音樂。整體行銷策略將史迪奇塑造成「迪士尼家庭中的異類」。此外，電影上映前也在《迪士尼冒險》雜誌連載漫畫，補充莉蘿與史迪奇的前傳故事，包括史迪奇的誕生與逃亡歷程。儘管這些故事後來被續集《星際寶貝2：史迪奇有問題》所推翻（因此被視為非正史），但這些漫畫首度介紹了625實驗品魯賓（Experiment 625 a.k.a. Reuben），而他在後續的電影與電視劇中成為重要角色。多數漫畫內容後來收錄於《漫畫地帶第1卷：星際寶貝》（Comic Zone Volume 1: Lilo & Stitch）中。

### 家用媒體
《星際寶貝》於2002年12月3日發行VHS與DVD版本。僅在發行首日，DVD銷量即突破300萬套，零售總額達4500萬美元。該THX标准DVD包含多項額外內容，包括「建造外星實驗體」遊戲、導演評論、音樂錄影帶、刪減片段、預告片與DVD-ROM內容。2003年，迪士尼宣布將推出雙碟特別版DVD，並預計與《愛麗絲夢遊仙境》（1951）及《風中奇緣》（1995）一同發行，後兩者分別於2004與2005年推出。
在台灣、中國大陸、香港，《星際寶貝》分別由中錄德加拉和博偉發行。同時，其電影原聲帶也由EMI、艾迴分別在台灣和中國大陸發行，其中F4翻唱了這部電影的中文主題曲〈Can't help Falling in love with you〉。
《星際寶貝》的2碟特別版DVD於2004年11月10日在澳洲發行，並於2005年8月22日在英國與《星際寶貝2：史迪奇有問題》同日推出。但美國地區的發行則多次延期，最終於2009年3月24日推出名為「巨浪版」（Big Wave Edition）的特別版DVD。該版本除保留原有的額外內容外，還新增了導演評論、長達兩小時的紀錄片、更多刪剪片段、幕後花絮與遊戲。
2013年6月11日，《星際寶貝》與《星際寶貝2》以「雙片合輯」形式一同推出藍光與DVD版本。該合輯內含一張同時收錄兩部電影的藍光光碟，但不含額外內容，並附贈原「巨浪版」的第一張DVD及《星際寶貝2》的DVD。此合輯後來在2017年1月31日再次推出，內容為單張藍光光碟與數位下載碼。2022年8月9日，合輯第三度重發，內容包括各自獨立的藍光片，收錄兩部電影原DVD的大部分加值內容，亦附原始DVD與數位下載碼。
2025年，為配合真人版電影的上映，索尼影業家庭娛樂於2025年5月6日推出全新修復與重製的超高清蓝光光碟版本。

### 修改片段
為獲得英國電影分級委員會所頒發的「U級」（適合所有年齡觀眾）認證，本片其中一幕在英國版本中遭到修改。原始版本中，莉蘿藏身於一台衣物烘乾機內；英國版則改為莉蘿藏進帶門的盥洗櫃，門板以披薩盒遮掩，目的是避免兒童模仿躲進烘乾機的行為。此改動版本後來成為全球標準版本，被用於Disney+串流平台、2022年藍光版、2025年4K藍光版，以及幾乎所有自2025年起的數位發行版本中。

## 迴響

### 票房
《星際寶貝》首週末在北美開出3530萬美元的票房名列票房第二，僅次於史蒂芬·史匹柏執導的《關鍵報告》。第二週則退居第三位落後於《關鍵報告》與《凸槌大亨》。即便在第三週遭遇《MIB星際戰警2》的上映，本片依然穩居票房第三的位置。
與此同時儘管其他暑期強檔大片如《蜘蛛人》與《星際大戰二部曲：複製人全面進攻》仍在全美廣泛放映並主導票房，《星際寶貝》仍成功吸引大量家庭觀眾入場。此外本片亦與華納兄弟發行的真人／動畫混合片《史酷比》及麥特·戴蒙主演的動作片《神鬼認證》展開競爭。
最終《星際寶貝》在美國與加拿大共累積票房1億4580萬美元，海外市場收入1億2730萬美元，全球總票房達2億7310萬美元。在英國市場，《星際寶貝》首週末進帳240萬美元擊敗《靈異象限》與《我的大嚿婚禮》奪下票房冠軍；然而在第二週則被《紅龍》超越。
電影下檔時，北美票房維持在1億4580萬美元、海外票房則達1億2730萬美元，全球總收入穩定於2億7310萬美元。該片成為2002年度票房第二高的動畫電影，僅次於二十世紀福斯出品的《冰原歷險記》。這兩部作品亦是該年度唯一在美國本土票房突破1億美元的動畫電影。根據 [Box Office Mojo]]的估計，《星際寶貝》在原始上映期間共賣出超過2500萬張電影票。

### 批判性評價
《星際寶貝》在上映後獲得了廣泛好評。根据評論匯總网站爛番茄汇总的149篇评论文章，87%的评论家给予该作正面评价，平均打分为7.3分（满分10分）。该网站总结的评论家共识是“近年來最具魅力的長篇動畫之一——有趣、俏皮、令人驚喜、富有原創性，而且還搭配了六首貓王的歌曲。結尾不會過於甜膩，對成人和兒童同樣具吸引力，視覺風格也新奇又明亮。”
在Metacritic上，30位影評人共給予了73分的分數（滿分100分），這部電影獲得了「普遍好評」。，CinemaScore的觀眾調查則給予本片「A」的平均評等（等級範圍為A+至F）。
《芝加哥太陽報》的罗杰·埃伯特給予本片3+1⁄2（滿分4星），並寫道：「這是近年來最具魅力的長篇動畫之一：有趣、俏皮、令人驚喜、富有原創性，而且還搭配了六首貓王的歌曲。結尾不會過於甜膩，對成人和兒童同樣具吸引力，視覺風格也新奇又明亮。」《洛杉磯時報》的{{link-en|肯尼斯·圖蘭|Kenneth_Turan]}認為：「這部作品的敘事方式更為鬆散、不那麼公式化，對觀眾情感的訴求也更為新鮮直接。它大膽而帶有顛覆性的幽默感，比起其他非皮克斯的迪士尼作品更不受企業框架束縛。以手繪角色搭配水彩背景（自1940年代以來首次採用此技術），本片是對傳統動畫個性風格的一次愉悅回歸。」《時代雜誌》的理查·柯利斯則認為：「這是一部色彩鮮明、吸引人的作品，配上六首貓王歌曲讓父母也能享受，還帶有適度的俏皮感。史迪奇會把舌頭伸進鼻子裡並吃掉自己的鼻涕，讓青少年觀眾大笑不已......雖然片頭姊妹戲略顯沉悶，但《星際寶貝》最終展現出濃厚的美式機智與節奏感，是優秀動畫片（無論傳統或電腦動畫）應具備的特質。」
《今日美國》的克勞迪亞·普伊格指出：「色彩極為鮮豔飽滿，與夏威夷背景十分契合。最值得稱道的是，本片擁有一種可愛而調皮的態度，是許多過於正經的迪士尼故事所缺乏的。詼諧、感人且節奏明快，《星際寶貝》是理想的闔家觀賞作品，但也僅止於此。」《华盛顿邮报》的戴森·豪則稱讚本片的水彩畫風背景：「畫面令人賞心悅目，柔和而不張揚。在這個充斥著超強CG特效的世界裡，這種風格反而令人感到一種解脫。」《娛樂週刊》的歐文·葛里伯曼則批評：「《星際寶貝》的動畫風格懷舊又簡潔，確實有趣，看到幼兒向電影中引入貓王歌曲也很討喜，但故事本身缺乏機智，也缺乏力度。史迪奇雖然被莉蘿發現，但這位夏威夷小女孩性格古怪，是個非常愛抱怨的小孩。他們之間名義上是朋友，但缺乏真正的連結，整部電影幾乎只能靠模仿《E.T.外星人》的模糊情節來撐場。」
《綜藝》的陶德·麥卡錫則表示導演桑德斯與迪布洛斯「節奏掌握得宜，值得肯定的是，他們並未強行加入煽情的『我們是一個大家庭』這類訊息，儘管電影主題很容易走向這樣的說教。角色設計雖然偏向熟悉風格，但水彩背景則營造出獨特而柔和的氛圍。」與此相對，《舊金山紀事報》的米克·拉薩爾則認為《星際寶貝》更適合改編為電視影集，他寫道：「導演被長篇電影的敘事結構所限制，不得不安排莉蘿與史迪奇的關係發展，賦予其完整的起承轉合。由於這是一部兒童電影，這段關係只能走向感情濃烈的方向。結果，原本前10到15分鐘所展現的那股無拘無束的混亂能量被壓抑了。」
影評人彼得·M·尼可斯（Peter M. Nichols）指出，製片廠在蘭莉這個角色上所建立的性格以及其努力奮鬥照顧妹妹等等的舉動，比較能夠讓青少年觀眾感同身受，而這個效果較前幾部有異曲同工之妙的《星銀島》、《失落的帝國》、《變身國王》等電影來得好。

## 獎項與提名
| 年份   | 獎項                   | 類別                        | 提名者                       | 結果     | 參考          |
| ------ | ---------------------- | --------------------------- | ---------------------------- | -------- | ------------- |
| 2002年 | 洛杉磯影評人協會獎     | 角色設計與動畫卓越獎        | 《星際寶貝》                 | 特別表揚 | [ 82 ]        |
| 2002年 | 塞拉獎                 | 最佳動畫片                  | 《星際寶貝》                 | 獲獎     | [ 83 ]        |
| 2002年 | 薩拉熱窩電影節         | 觀眾獎                      | 《星際寶貝》                 | 獲獎     | [ 84 ]        |
| 2002年 | 華盛頓特區影評人協會獎 | 最佳動畫片                  | 《星際寶貝》                 | 獲獎     | [ 85 ]        |
| 2002年 | 金施莫獎               | 年度最佳動畫片              | 《星際寶貝》                 | 亞軍     | [ 86 ]        |
| 2003年 | 第75屆奧斯卡金像獎     | 奧斯卡最佳動畫片獎          | 克里斯·桑德斯與迪恩·德布洛斯 | 提名     | [ 87 ]        |
| 2003年 | 評論家選擇獎           | 最佳動畫片                  | 《星際寶貝》                 | 提名     | [ 88 ]        |
| 2003年 | 線上影評人協會獎       | 最佳動畫片                  | 《星際寶貝》                 | 提名     | [ 89 ] [ 90 ] |
| 2003年 | 奧提歐斯獎             | 動畫長片最佳配音選角        | 露絲·藍伯特                  | 獲獎     | [ 91 ]        |
| 2003年 | 金捲軸獎               | 動畫長片最佳音效剪輯        | 《星際寶貝》                 | 提名     | [ 92 ] [ 93 ] |
| 2003年 | 金捲軸獎               | 動畫長片最佳音效剪輯 - 音樂 | 肯尼斯·卡曼                  | 獲獎     | [ 92 ] [ 93 ] |
| 2003年 | 青少年藝術家獎         | 最佳配音表演（10歲或以下）  | 黛薇·雀絲                    | 獲獎     | [ 94 ]        |
| 2003年 | 青少年藝術家獎         | 最佳家庭電影 - 動畫         | 《星際寶貝》                 | 提名     | [ 94 ]        |
| 2003年 | 土星獎                 | 最佳動畫電影                | 《星際寶貝》                 | 提名     | [ 95 ]        |
| 2003年 | 金預告片獎             | 最佳動畫/家庭               | 《星際寶貝》                 | 提名     | [ 96 ] [ 97 ] |
| 2003年 | 金預告片獎             | 最具創意                    | 《星際寶貝》                 | 提名     | [ 96 ] [ 97 ] |
| 2003年 | 衛星獎                 | 最佳動畫或混合媒體長片      | 《星際寶貝》                 | 提名     | [ 98 ]        |
| 2003年 | ASCAP 電影與電視音樂獎 | 2002年最賣座電影作曲家獎    | 亚伦·史维斯查                | 獲獎     | [ 99 ]        |
| 2003年 | 安妮獎                 | 最佳動畫電影                | 《星際寶貝》                 | 提名     | [ 100 ]       |
| 2003年 | 安妮獎                 | 最佳動畫電影導演            | 克里斯·桑德斯與迪恩·德布洛斯 | 提名     | [ 100 ]       |
| 2003年 | 安妮獎                 | 最佳動畫電影劇本            | 克里斯·桑德斯與迪恩·德布洛斯 | 提名     | [ 100 ]       |
| 2003年 | 安妮獎                 | 最佳動畫電影配樂            | 艾倫·席維斯崔                | 提名     | [ 100 ]       |
| 2003年 | 安妮獎                 | 最佳動畫電影角色設計        | 克里斯·桑德斯                | 提名     | [ 100 ]       |
| 2003年 | 安妮獎                 | 最佳動畫效果                | 加勒特·溫                    | 提名     | [ 100 ]       |
| 2003年 | 安妮獎                 | 最佳動畫電影配音            | 戴維·蔡斯                    | 獲獎     | [ 100 ]       |
| 2003年 | 安妮獎                 | 最佳角色動畫                | 亞歷克斯·庫珀施密特          | 提名     | [ 100 ]       |
| 2003年 | 安妮獎                 | 最佳動畫電影美術設計        | 瑞克·斯魯特                  | 提名     | [ 100 ]       |
| 2003年 | OFTA電影獎             | 最佳動畫電影                | 克拉克·斯賓塞                | 提名     | [ 101 ]       |
| 2003年 | OFTA電影獎             | 最佳電影官方網站            | 迪士尼：星際寶貝官方網站     | 提名     | [ 101 ]       |
| 2003年 | 美國音樂獎             | 最受歡迎原聲帶              | 《星際寶貝》                 | 提名     | [ 102 ]       |
| 2003年 | 大熊座獎               | 最佳擬人化長片              | 克里斯·桑德斯與迪恩·德布洛斯 | 獲獎     | [ 103 ]       |

## 影響

### 衍生媒體
2003年8月26日，迪士尼發行了錄影帶首映續作《星際寶貝史迪奇》，作為動畫影集《星際寶貝：系列》的先导集。該系列共播出65集，自2003年9月20日至2006年7月29日止。影集延續電影情節，描繪莉蘿與史迪奇努力尋回並改造強霸博士其他實驗體的故事。此系列及其他以莉蘿為主角、背景設於夏威夷的原創內容，皆於2006年6月23日首播的電視電影《星際寶貝：終極任務》中正式告一段落。
2005年8月30日，迪士尼發行另一部錄影帶首映續作《星際寶貝2：史迪奇有問題》。本片設定於第一部電影與《星際寶貝史迪奇》之間，講述史迪奇因分子未完全充電而出現故障（此設定與《星際寶貝》DVD中的刪減片段「史迪奇受審」相矛盾）。莉蘿則希望像1970年代的母親一樣，在五一節草裙舞比賽中奪冠，卻因史迪奇接連失控而頻頻受挫。隨著情況惡化，莉蘿愈加氣憤，直到她得知史迪奇其實病重。該片的DVD亦收錄短片《史迪奇的起源》（The Origin of Stitch），作為本片與《星際寶貝史迪奇》之間的銜接。
2008年3月，迪士尼宣布製作一部以《星際寶貝》為基礎、面向日本市場的動畫影集《星際寶貝：神奇大冒險》。該動畫於2008年10月至2011年3月播映，主角改為日本女孩上原柔奈，背景設定於沖繩縣虛構島嶼。此系列前兩季由Madhouse製作，第三季及2012、2015年兩部特別篇則由Shin-Ei動畫負責。
2017年3月27日至4月6日，一部英語原創、以中國黃山為背景的電視動畫《安玲與史迪奇》在中國首播，配有普通話配音。本作由安徽新華傳媒、上海華愷文化傳播和迪士尼動畫中國聯合製作，亦將莉蘿角色替換為當地女孩王安玲。與《星際寶貝：神奇大冒險》不同的是，本作最初以英語製作，並與參與原始系列的美國動畫師合作，後改配中文。英語版本於2018年2月在東南亞地區播映。

### 真人電影
2018年10月，《好萊塢報導》報導迪士尼正在開發《星際寶貝》的真人版電影，由《阿拉丁》的製片人林暐與強納森·艾瑞許擔任製作人，劇本由麥克·范·威斯（Mike Van Waes）撰寫。2020年11月，據報導導演朱浩伟正洽談執導事宜，但當時尚未確定是否會在戲院或Disney+上播映。2022年7月，丁·福萊雪·坎普接替朱浩偉擔任導演。
2023年2月，查克·葛里芬納奇參演。據《TheWrap》報導葛里芬納奇將為獨眼霹靂配音。然而，2023年4月，據《好萊塢報導》稱葛里芬納奇為強霸博士配音。2023年3月，新人演員麥雅·凱洛哈（Maia Kealoha）獲選成為莉露的飾演者。2023年4月，比利·馬格努森和席德妮·阿奎東（Sydney Agudong）參演，分別聲演獨眼霹靂和飾演蘭莉。同月，卡希奧·馬查多（Kahiau Machado）和寇特尼·B·凡斯參演，分別飾演大衛和光頭先生。《星際寶貝》的原配音員之一的蒂雅·卡瑞拉和艾美·希爾將飾演原創角色，而克里斯·桑德斯為回歸聲演史迪奇進行最後談判。4月底，馬查多因為種族歧視言論遭到臨時換角，他的角色改由凱波·迪杜瓦（Kaipo Dudoit）飾演。馬查多後來於Instagram上道歉。
2024年8月，迪士尼宣布該片改為2025年夏季在戲院上映。兩個月後，電影定檔於2025年5月23日在美國上映。

### 電子遊戲
為配合電影上映，2002年推出三款官方遊戲：PlayStation與Microsoft Windows平台的《星際寶貝：天堂驚魂》、Game Boy Advance平台的《迪士尼：星際寶貝》，以及PlayStation 2平台的前傳遊戲《迪士尼：實驗626號史迪奇》。
此外，史迪奇是《王國之心II》與《王國之心III》中可召喚角色，並與其故鄉一同出現在PlayStation Portable遊戲《王國之心：夢中誕生》中。莉蘿與史迪奇亦登場於任天堂3DS遊戲《迪士尼魔法世界》及其續作中。史迪奇亦為《迪士尼無限世界》系列第二作《2.0版》及最終作《3.0版》中的可操作角色，並在Xbox遊戲《迪士尼大冒险》中作為互動角色出現。
本片數名角色亦為手機遊戲《迪士尼魔法王國》的可操控角色。史迪奇亦在手機遊戲《迪士尼鏡像世界》中登場，並作為《迪士尼夢光谷》中的可解鎖村民角色。部分角色皆為《迪士尼無限飛車》中的可操控賽車手，該遊戲亦設有以電影中夏威夷考艾島為靈感的賽道。

## 外部鏈接
- 官方網站 （页面存档备份，存于）
- 星際寶貝官方的Facebook專頁
- 大卡通資料庫上《星际宝贝》的資料（英文）

- 互联网电影数据库（IMDb）上《星际宝贝》的资料（英文）
- 爛番茄上《星际宝贝》的資料（英文）
- 豆瓣电影上《星际宝贝》的資料 （简体中文）
- Box Office Mojo上《星际宝贝》的資料（英文）
- Metacritic上《星际宝贝》的資料（英文）
- AllMovie上《星际宝贝》的资料（英文）